# Chiloscyphus longistipulus
Chiloscyphus longistipulus là một loài Rêu trong họ Lophocoleaceae. Loài này được (Stephani) J.J. Engel & R.M. Schust. mô tả khoa học đầu tiên năm 1984.